# 알렉세이 세레브랴코프
알렉세이 발레리예비치 세레브랴코프(Алексей Валерьевич Серебряков, 1967년 7월 3일 ~ )는 러시아의 배우이다.

## 출연 작품
- 노바디 (2021) - 율리안 쿠즈네초프 역